# Pico do Itabira

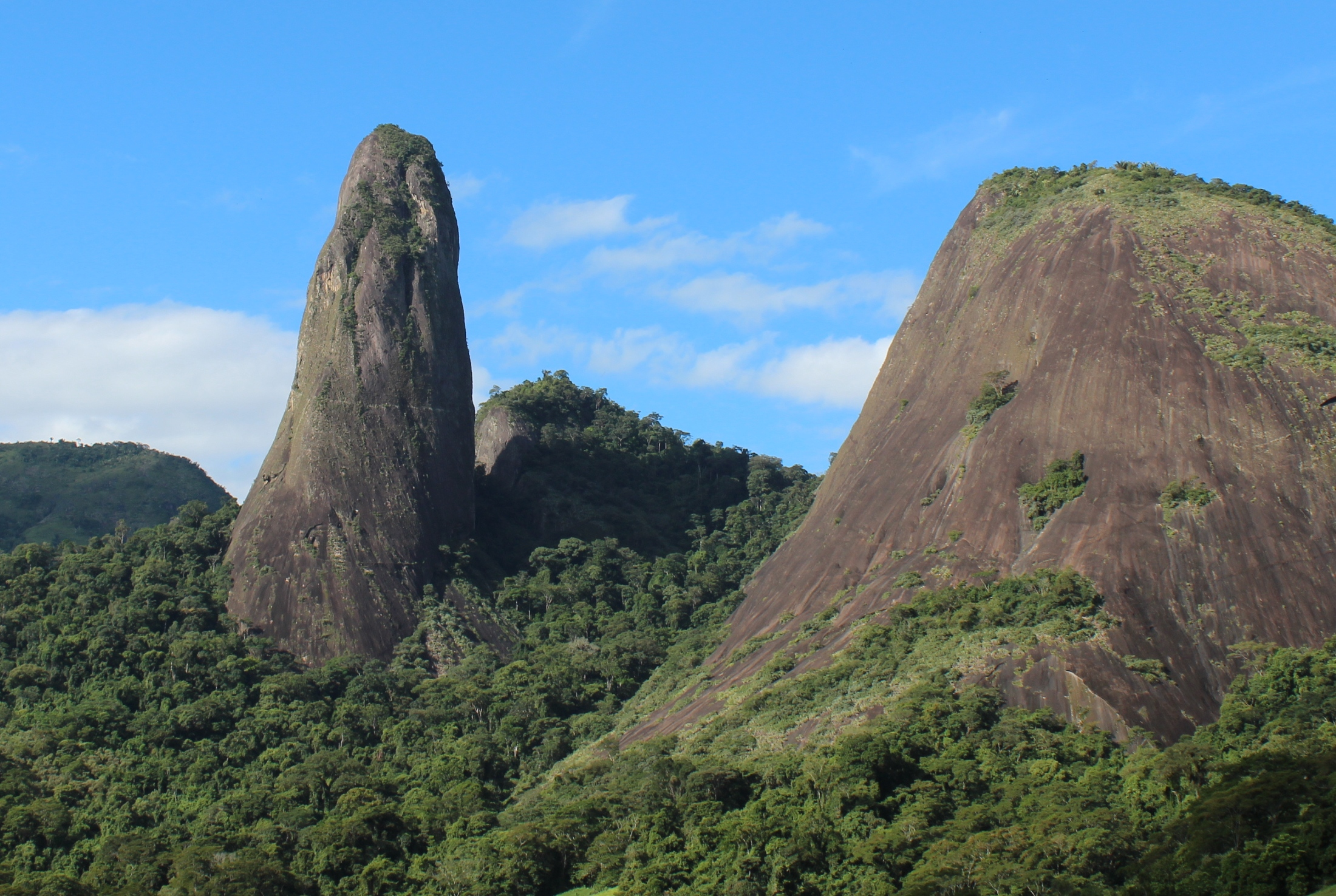
Vista do Pico do Itabira.

O Pico do Itabira (ou Pedra do Itabira) é uma formação rochosa localizada no município de Cachoeiro de Itapemirim, no sul do Espírito Santo.

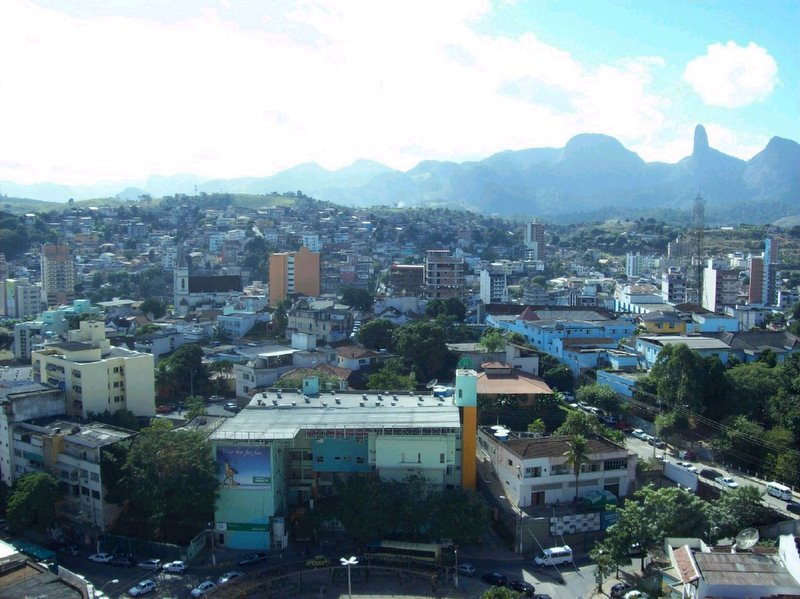
Vista da cidade de Cachoeiro de Itapemirim e o pico do Itabira ao fundo

Seu formato se assemelha a um dedo indicador apontado para o céu. Com cerca de 700 metros de altitude, seu nome vem do tupi e significa "pedra empinada" ou "pedra brilhante".

## Geologia
O pico faz parte do Complexo Paraíba do Sul, de idade proterozoica. Na sua composição, encontram-se principalmente granito, gnaisse e mármores, com formação do tipo batólito.
Os sinais de erosão são nítidos, com rochas decompostas formando solos de maior profundidade. Em alguns pontos, há córregos que cortam pequenas várzeas.

## Turismo
O Itabira fica a seis quilômetros do centro da cidade e atrai visitantes e adeptos de esportes, como o mountain-bike, trilhas e alpinismo. Em 1947 a pedra foi conquistada pelos primeiros alpinistas. Entre eles, Sylvio Mendes. De lá pra cá outros repetiram a façanha. Um privilégio: conquistar a "pedra empinada", que é o significado de Itabira, palavra de origem tupi.
As montanhas menores próximas ao pico são procuradas para caminhadas e banhos de cachoeira. O entorno do pico foi tombado como Parque Municipal em 1988, com uma área de 163 hectares.